# 明豊町
明豊町（めいほうちょう）は、愛知県名古屋市南区の地名。

## 歴史

### 沿革
- 1958年（昭和33年） - 名古屋市立明豊中学校が開校[2]。
- 1960年（昭和35年）12月20日 - 明豊土地区画整理組合の設立が認可される[3]。
- 1965年（昭和40年）1月27日 - 南区豊田町の一部により、同区明豊町が成立[4]。
- 1985年（昭和60年）11月3日 - 南区豊二丁目および豊三丁目にそれぞれ編入され消滅[4]。